# Trał elektromagnetyczny

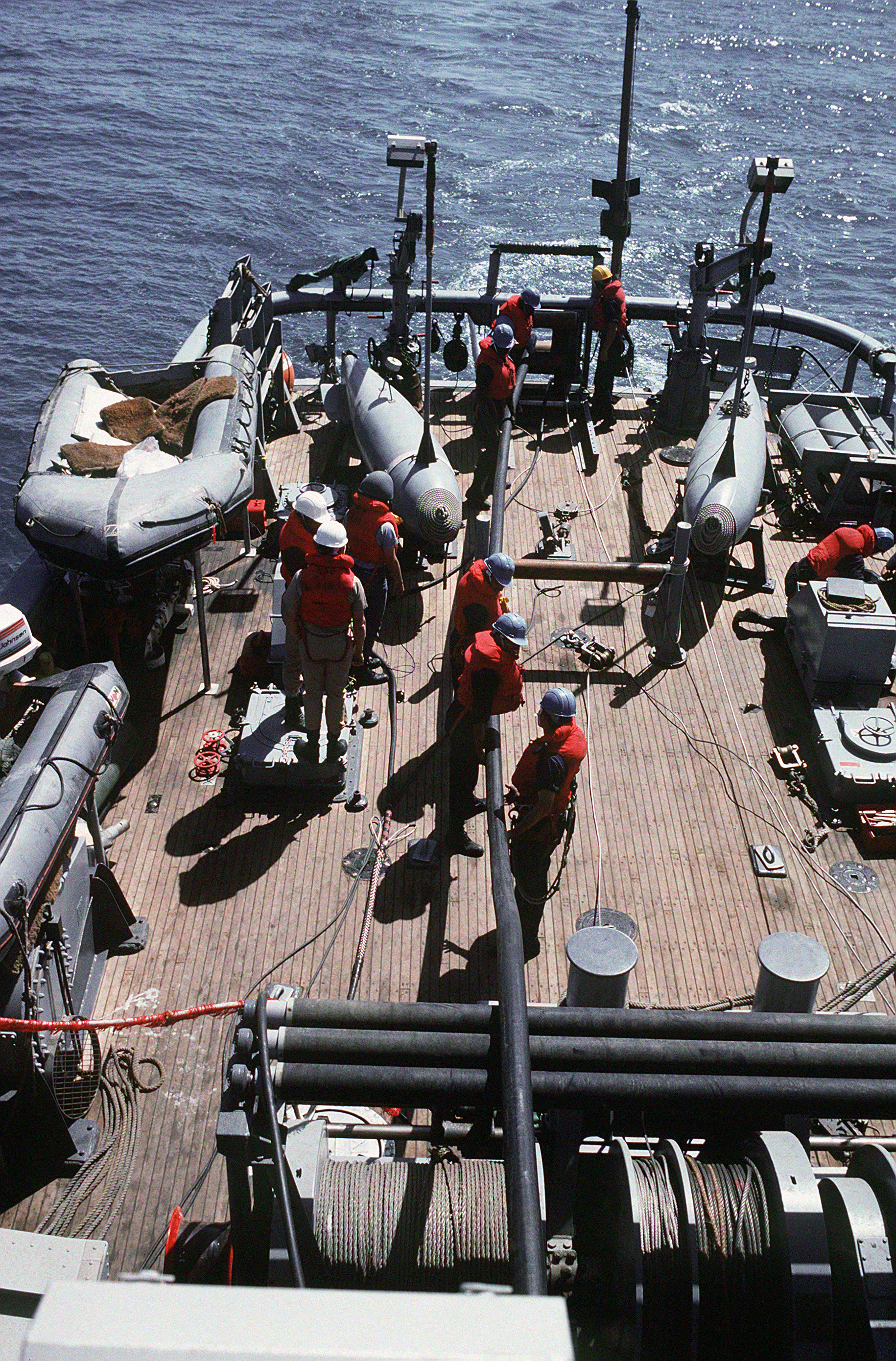
Przygotowywanie trału elektromagnetycznego, widoczny kabel i pływaki

Trał elektromagnetyczny – trał niekontaktowy, przeznaczony do niszczenia min morskich wyposażonych w zapalnik elektromagnetyczny (reagujący na pole magnetyczne jednostki pływającej). 
Trał elektromagnetyczny składa się z trzech głównych części: 
- agregatów prądotwórczych (trałowych),
- przyrządu sterowania pracą trałów, którego zadaniem jest generowania zmiennych charakterystyk pola elektromagnetycznego,
- części zaburtowej czyli holowanych kabli, solenoidów i elektrod.